# Berta Tarrida i Calduch
Berta Tarrida i Calduch (Sant Sadurní d'Anoia, 24 de gener de 1992) és una jugadora d'hoquei sobre patins catalana.

## Trajectòria esportiva
Nasqué el 24 de gener de 1992 a Sant Sadurní d'Anoia amb una discapacitat auditiva que no l'impedí començar a practicar l'hoquei sobre patins als quatre anys. No obstant, amb 12 anys s'estrenà a les categories inferiors del Club Esportiu Noia jugant en la posició de davantera. Un any després, al 2005, debutà al primer equip femení del club, amb el qual competí quatre anys més. A la temporada 2009-10 fitxà pel Club Patí Vilanova, amb el qual debutà a la màxima categoria, l'OK Lliga femenina. Dos anys més tard, fitxà pel Reus Deportiu per dues temporades, amb el qual guanyà la Supercopa catalana de 2011. La temporada 2012-13 fitxà pel Club Patí Voltregà, entitat amb la qual ha assolit la victòria de més competicions. Tanmateix, el 23 de maig de 2022 va comunicar a través de les xarxes socials que, després de nou temporades, posava fi a la seva trajectòria al club osonenc, amb el qual aconseguí dues OK Lligues (2014, 2016), dues Copes de la Reina (2014, 2017) i quatre copes d'Europa (2013, 2016, 2017, 2019). A nivell de seleccions fou convocada tant amb l'espanyola com en la catalana, assolint amb la primera cinc Campionats d'Europa sub-19 consecutius (2006-10) i dues en categoria absoluta (2011, 2013), mentre que amb la segona es proclamà, en una ocasió, campiona de la Copa Amèrica (2011).

## Palmarès

### Reus Deportiu
- 1 Supercopa catalana (2011)

### CP Voltregà
- 4 Copes d'Europa d'hoquei sobre patins (2012-13, 2015-16, 2016-17, 2018-19)
- 2 Lligues espanyoles d'hoquei sobre patins (2013-14, 2015-16)
- 2 Copes espanyoles d'hoquei sobre patins (2014, 2017)

### Selecció espanyola
- 2 Campionats d'Europa d'hoquei sobre patins (2011, 2013)
- 5 Campionats d'Europa sub-19 (2006, 2007, 2008, 2009, 2010)

### Selecció catalana
- 1 Copa Amèrica (2011)